# Aparelho vestibular

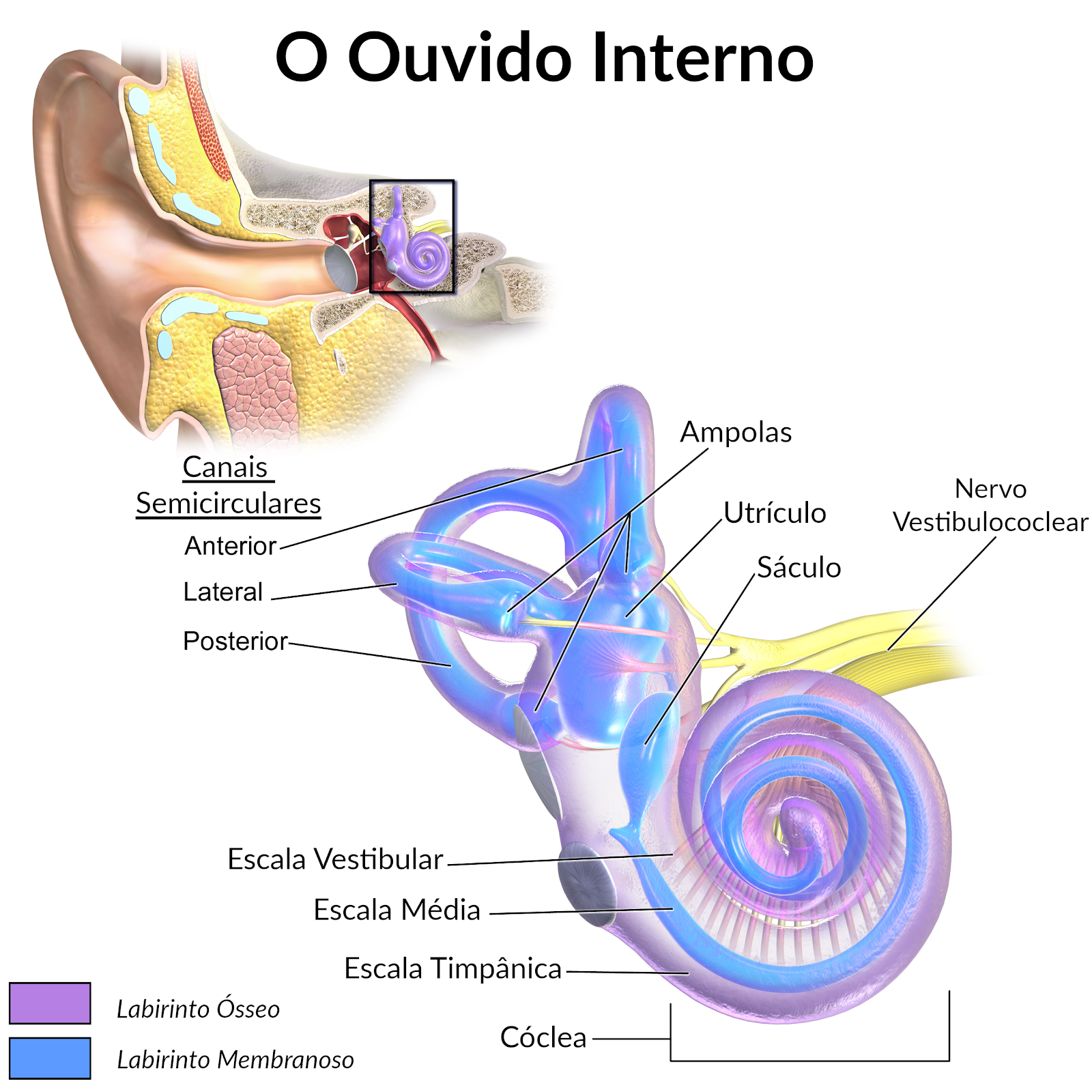
Anatomia do ouvido interno e localização do aparelho vestibular

Na anatomia, o aparelho vestibular, também conhecido como sistema vestibular ou labirinto, é constituído por três canais semicirculares e dois órgãos otolíticos (o utrículo e o sáculo), componentes do labirinto membranáceo, que faz parte da orelha interna dos vertebrados - próximo a cóclea - e é responsável pelo equilíbrio humano, funcionando para detectar a posição e o movimento da cabeça, o que permite a coordenação da postura e do equilíbrio, simultaneamente à interação com o sistema nervoso central, através das fibras nervosas aferentes que provém das cristas ampulares ou das máculas otolíticas, que atingem a cavidade craniana pelo meato acústico interno. Dessa forma, os centros vestibulares do Sistema nervoso integram as informações sensoriais dos órgãos vestibulares periféricos.
Os três canais semicirculares unem-se em uma região chamada vestíbulo membranoso e são compostos por duas vesículas, o utrículo e o sáculo, sendo o utrículo um órgão maior que ocupa a parte superior do segundo vestíbulo e o sáculo um órgão menor que ocupa a parte inferior, compostos por otólitos (concreções de carbonato de cálcio presentes no aparelho vestibular dos vertebrados) que têm a função de controlar a posição do corpo e manter o equilíbrio postural. O conjunto destas estruturas chama-se labirinto.
Em suma, os núcleos vestibulares integram as informações enviadas pelas estruturas envolvidas na manutenção do equilíbrio, controlando três reflexos fundamentais: vestíbulo-ocular, vestíbulo-espinhal e vestíbulocerebelar, além dos demais reflexos oculares e espinhais coadjuvantes. A função deste sistema é detectar as sensações de equilíbrio da cabeça humana, sendo localizado na porção petrosa do osso temporal de ambos os lados da cabeça, situado no ouvido interno, que está no labirinto ósseo. Já a sua porção funcional encontra-se no labirinto membranoso, dentro do labirinto ósseo.
Além disso, o labirinto membranoso contém um líquido chamado endolinfa e está suspenso dentro do labirinto ósseo pela perilinfa, que circunda e protege o labirinto, cujo movimento – provocado por movimentos da cabeça – estimula as células ciliadas e enviam os impulsos nervosos ao cérebro. Logo, ambos os líquidos transportam ondas sonoras para os órgãos terminais para audição e equilíbrio.

## Canais semicirculares
Os canais semicirculares, também chamados de ductos semicirculares, são estruturas compõem o labirinto ósseo juntamente com o vestíbulo e a cóclea. Estes canais estão arranjados em ângulos retos entre si, formando um canal semicircular anterior, um lateral e um posterior. Os canais semicirculares anterior e posterior são verticais e o canal semicircular lateral é horizontal. Cada ducto semicircular membranáceo apresenta uma dilatação chamada ampola membranácea, contendo células receptoras que detectam as movimentações da cabeça, captando informações referentes ao equilíbrio. Os canais semicirculares (CSC)  trabalham de dois em dois como par sinérgicos: CSC Lateral direito é par do CSC lateral esquerdo, já o CSC posterior direito é par do CSC anterior esquerdo, por fim, o CSC posterior esquerdo é par anterior direito. Por cada par sinérgico passa um plano espacial.
Outrossim, os canais são integrados por endolinfa, sendo responsáveis pela mensuração das acelerações angulares, causadas pela rotação da cabeça ou do corpo que, em situações de movimentação, caminha em direção oposta ao movimento da cabeça e, quando há uma parada repentina da rotação, o líquido continua em movimento. No labirinto membranoso, a endolinfa é produzida pelas células escuras vestibulares, envolve o epitélio sensorial e interage com as células ciliadas dentro do aparelho vestibular. Ademais, possui uma composição alta de gradiente de íons K+ à despolarização da membrana e transmissão nervosa aferente.

## Órgãos otolíticos
Os órgãos otolíticos são constituídos pelo utrículo e pelo sáculo, ambos contém receptores que suprem informações sobre a posição da cabeça relativamente à direção das forças da gravidade e sobre qualquer aceleração linear da cabeça. Esses receptores são chamados de mácula. Na sua parte interior, estão presentes minúsculas partículas de carbonato de cálcio denominadas otólitos, que tornam a substância mais pesada, permitindo a mudança da direção da força da substância gelatinosa sobre as células pilosas, conforme a mudança de posição da cabeça. Sendo assim, o utrículo é importante para o reconhecimento da direção e orientação do movimento da cabeça no espaço. Os estímulos para o utrículo são as acelerações gravitacionais e outros tipos de acelerações lineares. Já o sáculo é um órgão destinado à percepção de vibrações, funcionalmente mais relacionado com a audição do que com o equilíbrio corporal.

## Cerebelo
O cerebelo vestibular está relacionado com os núcleos vestibulares tendo uma relação fundamental para o controle dos movimentos e do equilíbrio. Para a manutenção do equilíbrio e da postura, o arquicerebelo e a zona medial promovem a contração dos músculos axiais e proximais dos membros mantendo o equilíbrio e a postura normal. Esta influência é transmitida aos neurônios motores pelos tratos vestíbulo-espinhal e retículo-espinhal. Além disso, o cerebelo exerce uma influência reguladora sobre a atividade muscular, recebendo impulsos originados em receptores de articulações, tendões e também de órgãos terminais do sistema visual, auditivo e vestibular. Esses estímulos são essenciais para o controle do movimento.
Portanto, a via primária para os reflexos do equilíbrio tem início nos nervos vestibulares, passando próximo aos núcleos vestibulares e ao cerebelo. Após um trajeto, parte por duas vias de impulsos entre estas estruturas e os sinais são enviados aos núcleos reticulares do tronco cerebral, assim como para a medula espinhal. Logo, os sinais que foram enviados para a medula controlam as ações entre a excitação e a inibição dos músculos extensores, controlando automaticamente o equilíbrio.

## Estímulos que ativam o sistema vestibular
Estímulos como a aceleração linear e a aceleração angular da cabeça ativam o sistema vestibular periférico. A aceleração linear ocorre quando o corpo é subitamente deslocado para frente, para trás, para cima e para baixo. A aceleração angular, por sua vez, ocorre quando a cabeça começa a girar em qualquer direção. Logo, o trato vestíbulo-espinhal é responsável por sentir as variações na postura, através de uma via medial-anterior da medula espinhal até os músculos flexores e extensores, adequados para manter o equilíbrio, influenciar a musculatura axial e favorecer a resposta extensora. Seus impulsos partem da região vestibular do ouvido interno e do cerebelo, sendo transmitidos ao neurônio motor por fibras da medula. Contudo, a excessiva estimulação vestibular pode causar náuseas, alterações na pressão sanguínea, sudorese, palidez e vômito.
Ainda, existem alterações no sistema vestibular como infecções, traumas, lesões neoplásicas, fístulas endolinfáticas ou insuficiência vascular, por exemplo, que podem ocasionar em desequilíbrio, tontura, movimentos involuntários dos olhos (nistagmo), náuseas e dificuldade para manter a coordenação motora (ataxia). Deste modo, a reabilitação é baseada em mecanismos de plasticidade neural, que consiste na capacidade do sistema nervoso em se recuperar ou se adaptar às novas condições dos órgãos sensoriais do equilíbrio.

## Patologias vestibulares
Existem diversos tipos de patologias relacionadas ao aparelho vestibular, as quais são conhecidas como patologias vestibulares ou labirinto patologias. Dentre elas, são consideradas as mais comuns: vertigem de posicionamento paroxística benigna (VPPB), vertigem postural fóbica, vertigem central, neurite vestibular, doença de Menière e enxaqueca. Basicamente:
- Vertigem de posicionamento paroxística benigna (VPPB) - possui características como vertigem de curta duração desencadeada por movimentos rápidos da cabeça e nistagmo (movimentos involuntários dos olhos) por posicionamento vertical para cima e rotatório para o lado comprometido. O seu tratamento consiste em realizar algumas manobras como: manobra de Epley, manobra de Semont e manobra de Brandt-Daroff.
- Vertigem postural fóbica - possui características como vertigem oscilatória (tonturas) desencadeadas em locais movimentados, associada à medo de sair de casa, medo de cair e ansiedade, com um tratamento baseado em antidepressivos inibidores da recaptação de dessensibilização.
- Vertigem central - possui sintomas de uma síndrome vestibular como tonturas, náuseas, vômitos, desequilíbrio e nistagmo associados ao Sistema nervoso central e o tratamento baseia-se na causa (AVC, esclerose múltipla, infecções).
- Neurite vestibular - os sintomas são vertigem rotatória aguda de duração prolongada, desequilíbrio, tendência à queda para um dos lados, náuseas e vômitos, além do reflexo vestíbulo-ocular patológico no lado da lesão e o seu tratamento deve ser através de reabilitação vestibular.
- Doença de Menière - ocorrências de ataques recorrentes de vertigem, déficit auditivo flutuante, zumbidos e pressão no ouvido do lado comprometido, além de ser comum os pacientes relatarem desequilíbrio e hipoacusia (perda de audição) e o tratamento se dá com medicamentos.
- Enxaqueca - Também chamada de hemialgia, consiste em dores de cabeça de intensidades variáveis, muitas vezes acompanhadas de náuseas e sensibilidade à luz e ao som. Às vezes, são precedidas por sintomas de alerta como alterações hormonais, alimentos, bebidas, estresse e exercícios físicos. O tratamento é feito com auxílio médico, geralmente através de medicamentos.
- Síndrome de Deiscência do Canal Semicircular Superior (SDCSC):  considerada uma doença rara, caracterizada por sintomas vestibulares induzidos por estímulos acústicos intensos ou por modificações de pressão intracraniana ou em orelha média, devidos à deiscência da camada óssea que recobre o canal semicircular superior.   Os sintomas são a vertigem associada à presença de nistagmo, relacionados à exposição a estímulos sonoros intensos ou a modificações de pressão dentro da orelha média ou intracraniana e perda auditiva, do tipo misto na audiometria tonal, devido alteração de pressão que ocorre na orelha interna.[13]

Portanto, dentre as doenças vestibulares, deve ser determinado se há um comprometimento das estruturas vestibulares centrais ou periféricas, a partir da história clínica e do exame físico do paciente, pois o tratamento e a evolução são diferentes. Na maioria dos pacientes, com o tratamento específico, é possível obter uma boa evolução.